# Prostomis kinabaluca
Prostomis kinabaluca es una especie de coleóptero de la familia Prostomidae.

## Distribución geográfica
Habita en Malasia y en Indonesia.